# 14e régiment de zouaves
Le 14e Régiment de Zouaves est un régiment de zouaves de l'armée française, à l'existence éphémère, créé au début de la Seconde Guerre mondiale.

## Création et différentes dénominations
- 1939 : septembre, création du 14e Régiment de Zouaves (RZ) à Lyon rattaché au Dépôt 142. Départ en train de la gare de Lyon Saint-Clair le 9 septembre 39 vers la Lorraine.

## Devise
"Combattre pour sauver ce qui peut être sauvé et, avant tout, l'honneur des drapeaux".
L'insigne du 14e régiment des Zouaves fut créé pendant le séjour en Lorraine. Choisi parmi plusieurs projets, il rappelle par le croissant l'attache du régiment à une grande unité nord-africaine. Le chacal est le symbole traditionnel des Zouaves. Enfin, la croix de Lorraine souligne que les cadres constitutifs appartenaient à des corps stationnés dans cette vieille province française.

## Chefs de corps
- Lieutenant-colonel Galtier

### Structure du régiment
- 1er Bataillon (Commandant Rognon)
  - 1re Compagnie : Capitaine Jaeger
  - 2e Compagnie : Lieutenant Blanc
- 2e Bataillon (Commandant Mathieu)
- 3e Bataillon (Commandant Pelletier)

## Historique des garnisons, campagnes et batailles du14eZouaves
Le 14e RZ fut formée à Lyon par des officiers d’active également des officiers de réserve qui rejoignirent les rangs de la cinquième DINA début septembre 1939.
Sur les 3 500 hommes qui quittèrent en cet automne Lyon par la gare St Clair aujourd’hui désaffectée bien peu revirent le sol français.
Ces cadres de réserve étaient pour la plupart Lyonnais Auvergnats Savoyards et pour quelques-uns provençaux.
Depuis la Lorraine où il débarquèrent de ce train au wagon à l’inscription légendaire « hommes 40 chevaux 8 », il montaient en Allemagne pour de brèves rencontres avec l’ennemi. C’est à partir du 16 janvier qu’il montèrent en Lorraine (Creutzwald) puis par un froid glacial, dans la région d’Avesnes (Vermand) et enfin Sains du Nord où ils devaient rester jusqu’au 10 mai.
Un message reçu à l’aube de ce jour qui les fit se déplacer : alerte numéro trois voulait dire : «l’ennemi est entré en Belgique; nous nous portons à sa rencontre».
C’est en avant de Namur, la position prévue, que le 14e rejoint le territoire belge, en marchant la nuit, pour se protéger des avions allemands, et arrive pour voir la ville brûler.
Le 14e Zouaves attend le choc qui ne vient pas.
C’est en effet le 16 mai que l’ordre de repli arrive, en direction de Charleroi.
il y a toutefois un accrochage avec une division motocycliste allemande.
Il faut noter l’action de personnes de la « cinquième colonne » – tirant dans le dos de nos soldats.
Le 14e quitte la Belgique, se repliant par échelon, donnant des coups de boutoir, marchant la nuit et combattant le jour.
Les lieux de combat furent Namur, Charleroi, Mons, qui permirent aux gros de l’armée de se retirer.
La cinquième DINA repasse alors la frontière française le 20 mai, alors que les Allemands sont déjà à la mer. Le 14e zouave est isolé les forces françaises. Le 14e Zouaves est encerclé de toutes parts.
La journée du 24 mai voit le 14e attaqué par des Stukas subit des pertes, de même qu’un tir précis de 77 à l’aube du 25 qui est meurtrier.
C’est alors la remontée vers le nord, pied à pied, sur le canal De Ferin, au sud de Douai. Il arrête alors pendant deux jours la poussée ennemie.
Le 27 mai le troisième bataillon résiste à l’ennemi sur le flanc est de la poche, le premier et le deuxième attaque vers l’Ouest pour dégager le passage les zouaves tombent nombreux et le résultat escompté n’est pas obtenu. Sans cesse de nouveaux renforts allemands arrivent. Le 14e ne pourra pas rejoindre la mer.
Le 28 mai le troisième bataillon est attaqué dans Seclin et devra déposer les armes le 29.
Les bataillons 1 et 2 gagnent Haubourdin.
C’est dans cette ville et jusqu’au soir du 31 mai que le 14e, dans un combat de rue a parfois un contre vingt, durant trois jours et trois nuits, ne recule que pied à pied infligeant de lourdes pertes à l’ennemi et arrivant même à détruire plusieurs chars d’un certain Rommel.
À la suite de plusieurs demandes de l’ennemi d’obtenir la reddition du 14e ce dernier cessera le combat le 31 au soir.
Les Allemands accorderons les honneurs de la guerre, qui seront effectif le lendemain, 1er juin, lors d’un défilé en armes, de 30 soldats représentatifs du 14e, conduit par un lieutenant adjoint du chef d’état-major du premier bataillon.
Dès la fin de la journée, ce glorieux régiment, ou du moins ce qu’il en restait, partait vers la captivité.
En trois semaines de combat, et 3 500 hommes que comptait le régiment à Lyon, seuls 368 survivants étaient faits prisonniers.

### Seconde Guerre mondiale
- 1940 :
  - 25 au 30 mai 1940 Poche de Lille

En trois semaines de combat, un beau régiment avait été anéanti, du moins, toujours aux coups durs, avait-il maintenu haut la tradition glorieuse des régiments de Zouaves, ses aînés, et exécuté l’ordre donné par le général en chef aux armées du Nord isolées et encerclées : combattre pour sauver ce qui peut être sauvé et, avant tout l’honneur des drapeaux. Le 14e Zouaves peut répondre :
« Mission remplie » !

## Drapeau du régiment
Son drapeau ne porte aucune inscriptions.